# Chinese Doctors
Chinese Doctors (chino: 中国医生) es una película de catástrofes china de 2021 dirigida por Andrew Lau y protagonizada por Zhang Hanyu, Yuan Quan, Zhu Yawen y Li Chen. La película sigue la historia de los trabajadores médicos de primera línea que luchan contra la pandemia de COVID-19 en el Hospital Wuhan Jinyintan, en Hubei, China. La película se estrenó en China el 9 de julio de 2021, para conmemorar el centenario del Partido Comunista Chino.

## Reparto
- Zhang Hanyu como Zhang Jingyu
- Yuan Quan como Wen Ting
- Zhu Yawen como Tao Jun
- Li Chen como Wu Chenguang
- Jackson Yee como Yang Xiaoyang
- Oho Ou como Jin Zai
- Zhou Ye como Xiao Wen
- Feng Wenjuan como Xin Wei
- Song Jia como Huang Jiahui
- Liang Dawei
- Xiao Ai
- Li Qin
- Zhang Tian'ai
- Ya Mei
- Yang Qiru
- Yu Ailei
- Geng Le
- Mei Ting
- Ye He
- Jiang Linyan
- Faye Yu
- Ni Hongjie
- Feng Shaofeng
- Zhou Bichang
- Zhang Songwen
- Zhang Zifeng
- Tong Liya
- Gu Jiacheng
- Yin Xiaotian
- Huang Lu
- Jenny Zhang
- Liu Lin
- Ashton Chen
- Wang Zhifei
- Qin Hailu
- Lü Chengxi

## Producción
Tras el rodaje de The Captain, Andrew Lau aceptó la tarea de rodar Chinese Doctors. La mayoría de los miembros del reparto de The Captain se unieron al mismo. Expertos del Departamento de Publicidad del Partido Comunista de China, la Comisión Nacional de Salud, el Centro Chino de Control y Prevención de Enfermedades, la Comisión Provincial de Salud de Hubei y el Centro Chino de Control y Prevención de Enfermedades de Hubei participaron en la revisión del guion. La película comenzó a producirse en abril de 2020 y terminó de rodarse en Guangzhou el 23 de diciembre de ese mismo año. El rodaje también tuvo lugar en Wuxi, Wuhan y Shanghái. Los internautas dijeron: No es profunda, es irreal, no es realista. De hecho, todo el mundo sabía algo de la situación real de la epidemia por los informes en línea y las noticias. La realidad es muy cruel, y hay muchos materiales preparados que no se reflejan en las películas. Sensacionalismo duro. Con respecto a esta película de tema principal, el internauta de Twitter "Sun Yuanping Eternal Sun" publicó: "La película "Chinese Doctors" trata de: En China, tanto si tienes dinero como si no, tu vida en el hospital es la más importante, ¡y el hospital hará todo lo posible para tratarte! Si no te lo crees, puedes gastar dinero para comprar una entrada e ir al cine a echar un vistazo". El internauta "Gao Yu" publicó: "¡Deberías ir a un hospital chino para averiguarlo!".

## Música
| N.º | Título                                 | Cantante(s)                                                | Duración |  |
| 1.  | «We are Not Afraid (我们不怕)» (Theme) | Mao Amin/ Zheng Yunlong                                    |          |  |
| 2.  | «Counter Epidemic March (抗疫进行曲)»  | Zhuang Yinan/ PLA Air Force Blue Sky Children's Art Troupe |          |  |

## Estreno
El estreno de Chinese Doctors estaba previsto para el 9 de julio de 2021 en China.

## Recepción

### Taquilla
La película obtuvo un total de 421 millones de yuanes ($65.13 millones de dólares) en sus primeros cuatro días de estreno.